# Fibrodontia
Fibrodontia är ett släkte av svampar. Enligt Catalogue of Life ingår Fibrodontia i familjen Hydnodontaceae, ordningen Trechisporales, klassen Agaricomycetes, divisionen basidiesvampar och riket svampar, men enligt Dyntaxa är tillhörigheten istället familjen Schizoporaceae, ordningen Hymenochaetales, klassen Agaricomycetes, divisionen basidiesvampar och riket svampar.
|             | Tubulicium                                                                      |
|             |                                                                                 |
|             | Trechispora                                                                     |
|             |                                                                                 |
|             | Litschauerella                                                                  |
|             |                                                                                 |
|             | Hydnodon                                                                        |
|             |                                                                                 |
|             | Brevicellicium                                                                  |
|             |                                                                                 |
|             | Sphaerobasidium                                                                 |
|             |                                                                                 |
|             | Sistotremella                                                                   |
|             |                                                                                 |
|             | Sistotremastrum                                                                 |
|             |                                                                                 |
| Fibrodontia | \| \| Fibrodontia brevidens \| \| \| \| \| \| Fibrodontia tomentosa \| \| \| \| |
|             | \| \| Fibrodontia brevidens \| \| \| \| \| \| Fibrodontia tomentosa \| \| \| \| |
|             | Subulicystidium                                                                 |
|             |                                                                                 |
|             | Luellia                                                                         |
|             |                                                                                 |
|             | Dextrinocystis                                                                  |
|             |                                                                                 |
|             | Cristelloporia                                                                  |
|             |                                                                                 |
|             | Dextrinodontia                                                                  |
|             |                                                                                 |
|             | Fibrodontia brevidens                                                           |
|             |                                                                                 |
|             | Fibrodontia tomentosa                                                           |
|             |                                                                                 |

|  | Fibrodontia brevidens |
|  |                       |
|  | Fibrodontia tomentosa |
|  |                       |